# مادي فيليبس
مادي فيليبس (مواليد 6 سبتمبر1994 في فانكوفر) هي ممثلة كندية، بدأت مسيرتها الفنية عام 2013، شاركت في دور رئيسي بمسلسل جيل في.

## حياتها المبكرة
ولدت مادي فيليبس في فانكوفر، كولومبيا البريطانية، كندا، لأب أمريكي وأم من لندن. قررت أن تعمل في التمثيل في سن السادسة. انتقلت عائلة فيليبس إلى بيرث، أستراليا، في سن العاشرة. وهناك التحقت بمدرسة البنات التابعة للكنيسة الموحدة في كلية بينروس، بيرث.

## وصلات خارجية
- مادي فيليبس على موقع IMDb (الإنجليزية)
- مادي فيليبس على موقع قاعدة بيانات الفيلم (الإنجليزية)